# Le Grand Départ (film, 1949)
Pour les articles homonymes, voir Le Grand Départ.
Pour plus de détails, voir Fiche technique et Distribution.
Le Grand Départ (The Big Wheel) est un film américain en noir et blanc réalisé par Edward Ludwig, sorti en 1949.

## Synopsis
Billy Coy arrive à Carrell, en Californie, et propose ses services de mécanicien auprès du garage d'Arthur « Red » Stanley. Red refuse d'abord, mais après avoir vu une photo de son père, « Cannonball » Coy, un pilote automobile célèbre mort dans un accident lors de la compétition automobile des 500 miles d'Indianapolis, il lui déniche un travail.
Au garage, Billy se lie d'amitié avec un garçon manqué, Louise, dont le père possède le circuit le plus proche. Billy a bientôt l'opportunité de prouver ses compétences en tant que pilote dans une course de qualification...

## Fiche technique
- Titre français : Le Grand Départ
- Titre original : The Big Wheel
- Réalisation : Edward Ludwig
- Scénario : Robert Smith
- Producteur : Mort Briskin, Samuel H. Stiefel
- Photographie : Ernest Laszlo
- Montage : Walter Thompson
- Musique : Gerard Carbonara, Nat W. Finston, John Leipold
- Société de production : Samuel H. Stiefel Productions, Popkin-Stiefel-Dempsey Productions
- Société de distribution : United Artists
- Pays de production : États-Unis
- Format : noir et blanc - 1,37:1 - son mono (RCA Sound System)
- Genre : drame
- Durée : 92 min
- Dates de sortie :
  - États-Unis : 4 novembre 1949
  - France : 9 août 1950

## Distribution
- Mickey Rooney : Billy Coy
- Thomas Mitchell : Arthur 'Red' Stanley
- Mary Hatcher : Louise Riley
- Michael O'Shea : Vic Sullivan
- Spring Byington : Mary Coy
- Hattie McDaniel : Minnie (créditée Hattie McDaniels)
- Steve Brodie : Happy Lee
- Lina Romay as Dolores Raymond
- Allen Jenkins : George
- Richard Lane : Reno Riley (crédité Dick Lane)
- Eddie Kane : maître d’hôtel
- Charles Irwin : le soûl
- Kippee Valez : Carla
- Denver Pyle : docteur
- George Fisher : annonceur
- Jackson King : annonceur (crédité Jack Colin)

## Source
- Le Grand Départ sur EncycloCiné